# فهرست قنات‌های شهرستان خوی
جدول زیر براساس آمار وزارت جهاد کشاورزی تهیه شده‌است. فهرست زیر قنات‌های شهرستان خوی در استان آذربایجان غربی را نشان می‌دهد.
| نام قنات          | موقعیت                      | نزدیک‌ترین روستا | طول قنات (متر) | تعداد میله چاه | عمق مادر چاه | دبی (لیتر بر ثانیه) | سطح زیر کشت (هکتار) |
| ----------------- | --------------------------- | --------------- | -------------- | -------------- | ------------ | ------------------- | ------------------- |
| اشاقی اولن کهریز  | بخشی نامعلوم در شهرستان خوی | واریان          | ۳۰۰            | ۰              | ۰            | ۱۲                  | ۶۰                  |
| خطیب کهریز        | بخشی نامعلوم در شهرستان خوی | واریان          | ۲۵۰            | ۰              | ۰            | ۲۲                  | ۵۰                  |
| دالی کهریز        | بخشی نامعلوم در شهرستان خوی | یتیم آغلی       | ۲۰۰۰           | ۰              | ۰            | ۵                   | ۶                   |
| درک دره کهریز     | بخشی نامعلوم در شهرستان خوی | واریان          | ۳۰۰            | ۰              | ۰            | ۱۶                  | ۴۰                  |
| درک کهریز         | بخشی نامعلوم در شهرستان خوی | واریان          | ۵۰۰            | ۰              | ۰            | ۲۵                  | ۵۵                  |
| شور بلاغ          | بخشی نامعلوم در شهرستان خوی | قشلاق           | ۱۷۰            | ۰              | ۰            | ۱۲                  | ۱۵                  |
| قره کهریز         | بخشی نامعلوم در شهرستان خوی | قره کهریز       | ۱۲۰۰           | ۰              | ۰            | ۱۰                  | ۵۰                  |
| قمشگهن سفلی       | بخشی نامعلوم در شهرستان خوی | قمشگان سفلی     | ۳۵۰            | ۰              | ۰            | ۳                   | ۶                   |
| قنات عمومی        | بخشی نامعلوم در شهرستان خوی | قشلاق           | ۵۰۰            | ۰              | ۰            | ۸                   | ۲۰۰                 |
| مزرعه             | بخشی نامعلوم در شهرستان خوی | فیض‌آباد         | ۶۰۰            | ۰              | ۰            | ۱۰                  | ۶۷                  |
| مستضعفان          | بخشی نامعلوم در شهرستان خوی | دیزج دیز        | ۳۵۰            | ۰              | ۰            | ۳                   | ۹۲                  |
| میکائیل عزت       | بخشی نامعلوم در شهرستان خوی | قشلاق           | ۱۰۰            | ۰              | ۰            | ۱۵                  | ۱۰                  |
| کندوئی کهریز      | بخشی نامعلوم در شهرستان خوی | واریان          | ۴۵۰            | ۰              | ۰            | ۱۵                  | ۵۵                  |
| کوره پیران        | بخشی نامعلوم در شهرستان خوی | کوره پیران      | ۴۲۰            | ۰              | ۰            | ۰                   | ۵۰                  |
| یوخاری اوری کهریز | بخشی نامعلوم در شهرستان خوی | واریان          | ۶۰۰            | ۰              | ۰            | ۲۵                  | ۶۰                  |